# Strefa Sił Powietrznych Nellis

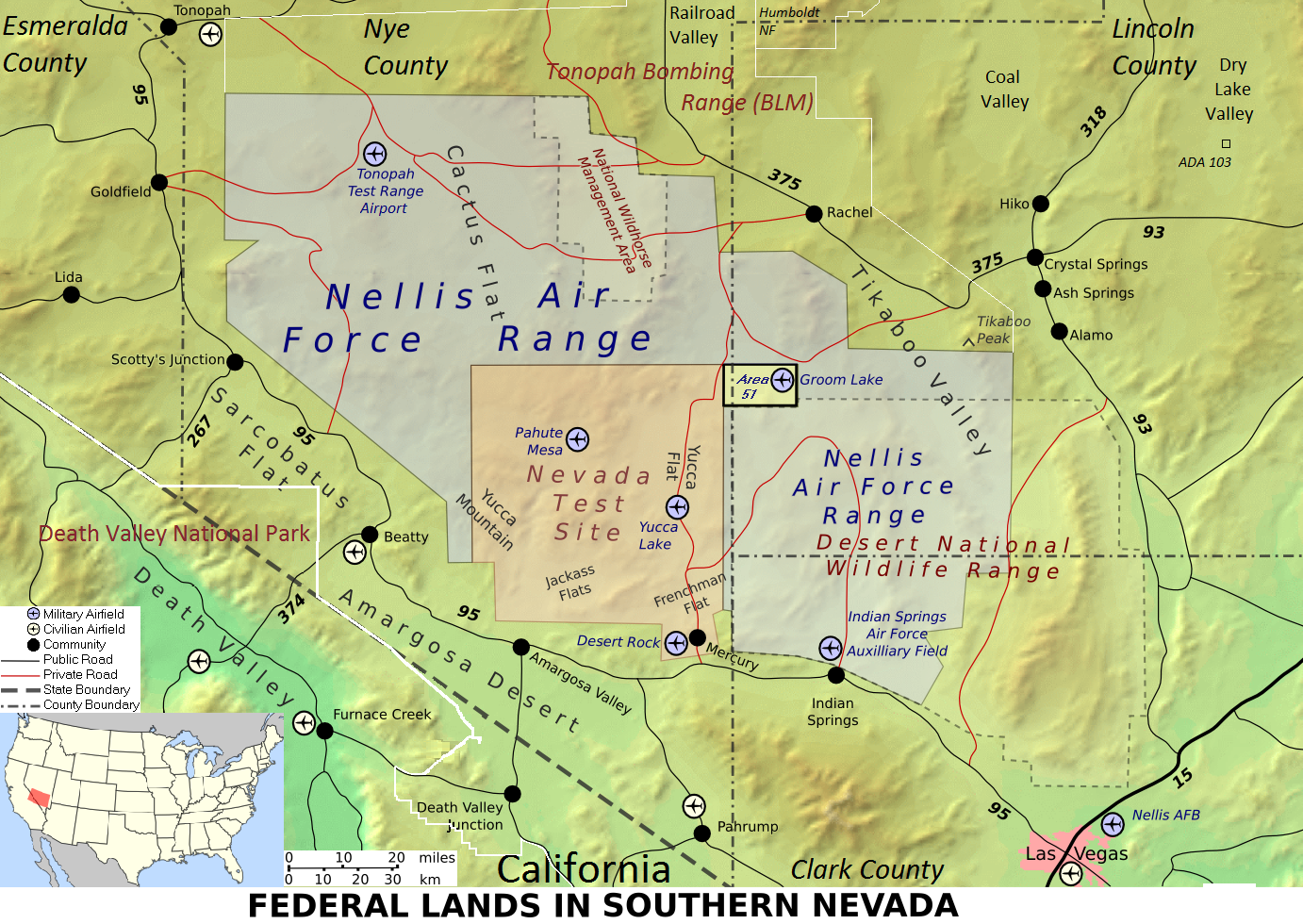
Posiadłości rządu federalnego w południowej Nevadzie

Strefa Sił Powietrznych Nellis – obszar leżący w Nevadzie na południu hrabstwa Nye, południowym zachodzie hrabstwa Lincoln i północnych-zachodzie hrabstwa Clark. Jest największym tego typu obszarem w Stanach Zjednoczonych o powierzchni 14 200 km². W dokumentach figuruje jako Poligon Doświadczalny i Treningowy Nellis. Znajduje się tutaj Poligon Nevada, należący do Amerykańskiego Departamentu Energii Atomowej.
Jest to najlepiej strzeżony teren na świecie. Jego ochroną zajmuje się Baza Sił Powietrznych Nellis usytuowana w pobliżu Las Vegas. Narodowy Rezerwat Dzikich Koni, znajduje się w całości w Strefie, a wschodnia część pokrywa się z Desert National Refuge Wildlife.
Niewysokie szczyty gór i rozległa pustynia czynią to miejsce dogodnym obszarem do testowania nowym rozwiązań technicznych oraz umiejętności pilotów, umożliwiając przy tym zachowanie poufności przeprowadzanych działań. Innym powodem wyboru jest duża liczba jezior endoreicznych. Wyschnięte, słone tafle są bardzo gładkie. Na Groom Lake zbudowano Strefę 51.
Przynajmniej raz w roku Strefa Sił Powietrznych Nellis jest gospodarzem Red Flag exercise – wspólnych ćwiczeń z wojskami NATO, a także ćwiczeń Green Flag, gdzie szlifowane są sposoby wojny elektronicznej.